# Старообрядництво в Луганській області

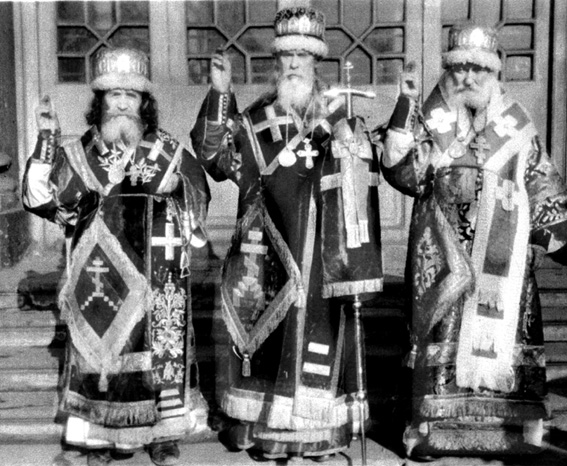
Архієпископ Московський і всієї Русі Іринарх (Парфьонов) (у центрі), єпископ Ярославсько-Костромський Геронтій (Лакомкіна) після хіротонії Флавіана (Слєсарєва) (праворуч) у єпископа Ростовського. Фото 22 березня 1948 р.

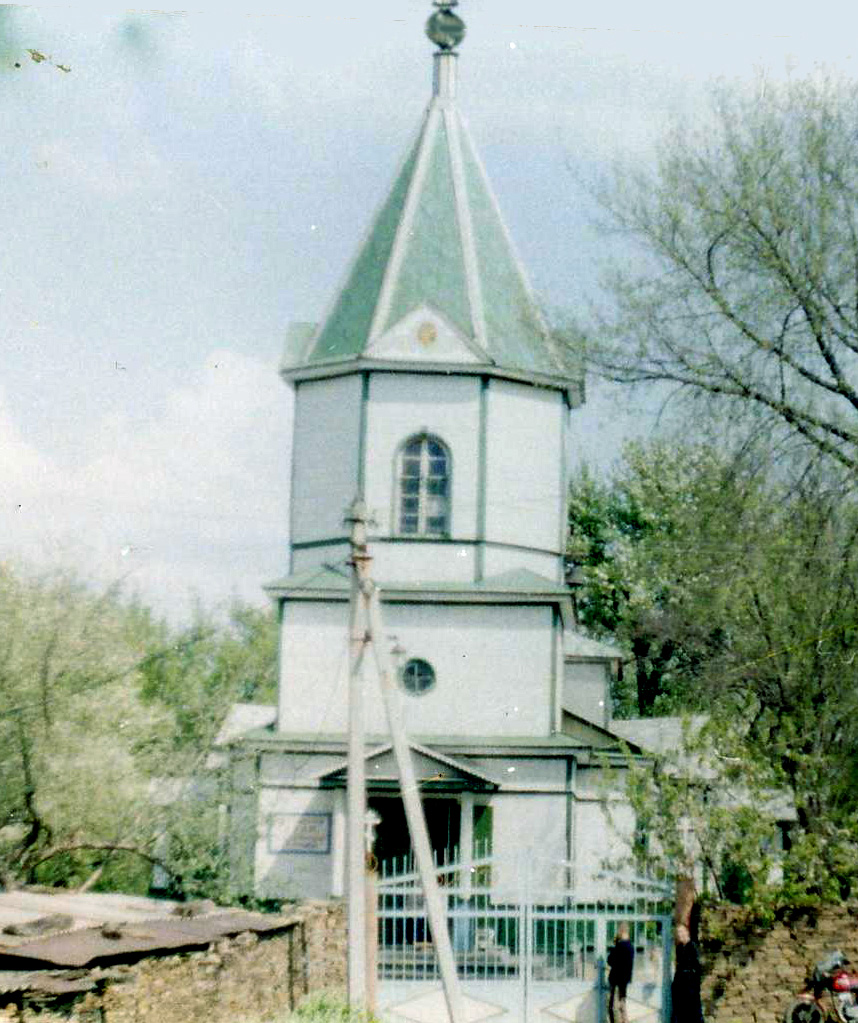
Успенська церква у Городищі

Старообрядництво тривалий час зазнавало жорстоких гонінь із боку царського уряду. Як відомо, наприкінці XVII ст. велику кількість захисників старої віри було страчено або відправлено на каторгу. Щоби не потрапити у руки представників “антихристової” влади, тисячі старообрядців самі добровільно позбавляли себе життя. Протягом 1670-1680-х рр. їх охопила “епідемія” самоспалень, самовтоплень та інших форм самогубств. Інші віруючі рятувалися від переслідувань у глухих і безлюдних місцях. 

## Історія
Дешт-и-Кипчак (Дике Поле) став одним із тих місць, де старовіри знайшли собі притулок. Старообрядці переселялися кількома хвилями. Частина з них подалася до донських козаків. 
У XVIII ст. вихідці з Підмосков'я у місці злиття річок Білої та Біленької заснували старообрядницький скит, навколо якого згодом виросло село Городище. Пізніше сюди прибули втікачі зі Стародубщини Чернігівської губернії. А у 1770-80-х рр. за наказом Катерини ІІ, яка прагнула залучити старовірів до колонізації південних земель, у Городищі оселилися вірні старообрядницької церкви з Курської губернії. 
Старообрядництво на Луганщині було представлено кількома течіями й злагодами: попівщиною, єдиновір’ям, безпопівщиною. За даними перепису 1897 р. у Слов’яносербському повіті мешкало 6275 старовірів, у Старобільському – 985, а у Бахмутському – 638. Вони мали власні монастир, церкви і молитовні будинки. 
Єдиновірці Нижньої Богданівки у 1915 р. звели Казанську церкву. У 1904 р. розпочато будівництво Свято-Духівського храму в Городищі. Єдиновірська божниця діяла в Кармазинівці. 
У Великій Чернігівці існував Покровський молитовний будинок, а у Райгородці – Вознесенська молитовня, які належали безпопівцям. Невелика група старовірів жила у Олександрівці, Тимоновому, Овчаровому та інших селах. 
Найбільшою у краї була попівська течія білокриницької злагоди. Її представникам у Городищі належав Спасо-Преображенський монастир, який постав на місці старообрядницького скиту. Храми цієї деномінації існували у тому ж Городищі, Луганську, Оріхівці, Білоус-Кряківці, Нижній Богданівці.
У Городищі церкви були збудовані ще у XVIII ст. З часом молитовні занедбувалися й потребували капітального ремонту. В умовах утиску було дуже важко отримати дозвіл на перебудову старих церковних споруд. Тому старообрядці підкупили повітових чиновників, щоби без зайвих перешкод відбудувати свої храми. Однак завдяки доносам новоствореної у 1890-х рр. єдиновірської громади про ремонт, що був здійснений без дозволу, стало відомо губернській владі. У лютому 1894 р. ізюмський окружний суд ухвалив рішення знести “розкольницький молитовний будинок у с. Городищі… за рахунок городищенської громади, дзвони й матеріали від будівництва конфіскувати й продати, а отримані кошти передати на користь земства”. Проте харківська судова палата у серпні 1894 р. скасувала цей вирок.
Наприкінці XIX ст. старовірам було заборонено бити у дзвони. Тому влада почала їхнє демонтування. 
1905 р. старообрядці Городища, скориставшись царським указом про зміцнення засад віротерпимості, приступили до відбудови Успенського храму. Але віруючі зіштовхнулися з перешкодами, які чинили катеринославські чиновники будівельного відділу губернського правління, що негативно ставилися до перебудови храму. У наслідок цього затвердження проекту розтяглося на цілий рік.
У 1924 р. у Луганському й Старобільському округах за офіційними даними у п’яти парафіях старообрядців-попівців нараховувалося 2546 віруючих і у двох громадах безпопівців – 130 осіб. Наприкінці 1920-х рр. старообрядці знову зазнали гонінь, тепер уже з боку радянської влади. Усі їхні громади були скасовані. 
Після другої світової війни у Ворошиловградській області було зареєстровано дві громади у Городищі й одна в Оріхівці. У 1940-х рр. приходи знаходилися під опікою благочинного протоієрея Феофілакта Слєсарєва (1879-1960). Феофілакт, уродженець Городища, служив священиком з 1910 р., у 1948 р. став єпископом Ростовським із чернечим ім’ям Флавіан, а у 1952 р. у сані архієпископа очолив Російську старообрядницьку церкву. Ставши архієреєм, Флавіан сам або разом з єпископом Ростовським Інокентієм постійно відвідував рідне село на великі релігійні свята й у престольні дні. 
Окрім Городища та Оріхівки старообрядці жили також в інших місцях області. Ними порушувалися клопотання про заснування громад і надання їм приміщень для молитовень. З подібними проханнями до облвиконкому зверталися у 1949 р. старовіри Луганська, а у 1974 р. Красного Луча. Однак влада їм відмовила.

## Інші православні течії
- Луганські громади ПЦУ: Луганська і Донецько-Слов'янська єпархії
- Луганські громади УПЦ (МП)
- Луганські громади ІПЦ